# Nekrolog Juni 2005
Nekrolog
◄◄
| ◄
| 2001
| 2002
| 2003
| 2004
| 2005 | 2006 | 2007 | 2008 | 2009 | ► | ►►
Januar |
Februar |
März |
April |
Mai |
Juni |
Juli |
August |
September |
Oktober |
November |
Dezember 2005
Weitere Ereignisse | Allgemeiner Nekrolog 2005
Die Beschreibung der verstorbenen Person sollte so kurz wie möglich gehalten sein und nur deren signifikante Tätigkeit(en) enthalten.
Neue Namen ggf. auch unter dem Geburts- und Sterbedatum, also etwa unter 1. Januar und im Geburts- und Sterbejahr (2024) eintragen (nur bei entsprechender großer Wichtigkeit). Für Beispiele siehe die schon vorhandenen Artikel.
Außerdem über die fünf zuletzt Verstorbenen, zu denen es einen ausreichend guten Artikel für eine Präsentation auf der Hauptseite gibt, nach der todesbedingten Überarbeitung der Artikel ggf. auch unter Wikipedia Diskussion:Hauptseite informieren und sie am besten auch in den anderen Wikipedia-Sprachversionen eintragen. Tipp: Regelmäßig bei news.google.de nach „ist tot“, „gestorben“ oder „verstorben“ suchen.
Wenn eine Person gestorben ist, gibt es viele Seiten zu dieser Person in der Wikipedia, die davon auch betroffen sind und entsprechend aktualisiert werden müssen. Beispiele: Namenübersichtsseite, Geburtsjahr, Geburtsort-Seiten und viele mehr.
Wie finde ich die betroffenen Seiten?
Im Suchfeld auf der linken Seite gibt man den Suchbegriff so ein: „Vorname Nachname“. Dann klickt man auf Volltext und alle Seiten mit entsprechendem Suchtext werden aufgerufen. Hier sieht man dann schnell, wo auch das Todesjahr Sinn macht oder sogar ein Teil des Artikels angepasst werden muss. Auch hilft das „Werkzeug“ auf der linken Seite sehr gut, um solche Seiten aufzufinden: „Links auf diese Seite“. Somit ist die Wikipedia wieder aktuell in allen Bereichen! Hinweis: bei Eintragung der Kategorie „Gestorben JAHR“ wird der Missbrauchsfilter 49 ausgelöst, was jedoch nicht schlimm ist. Siehe: Spezial:Missbrauchsfilter/49
Dies ist eine Liste von im Juni 2005 verstorbenen bekannten Persönlichkeiten. Die Einträge erfolgen innerhalb der einzelnen Daten alphabetisch sortiert. Tiere sind im Nekrolog für Tiere zu finden.

## Juni
| Tag      | Name                             | Beruf, bekannt als                                                                                              | Alter | Beleg |
| -------- | -------------------------------- | --- | ----- | ----- |
| 1. Juni  | Fernando Ghia                    | italienischer Filmproduzent und Schauspieler                                                                    | 69    |       |
| 1. Juni  | Siegfried Heinke                 | deutscher Jurist, Verwaltungsbeamter und Politiker (SPD)                                                        | 94    |       |
| 1. Juni  | Thomas Kozhimala                 | römisch-katholischer Bischof von Bhagalpur                                                                      | 65    |       |
| 1. Juni  | George Mikan                     | US-amerikanischer Basketballspieler                                                                             | 80    |       |
| 1. Juni  | Jizchak Schwersenz               | deutscher Lehrer und Widerstandskämpfer gegen den Nationalsozialismus                                           | 90    |       |
| 1. Juni  | Geoffrey Toone                   | irischer Schauspieler                                                                                           | 94    |       |
| 1. Juni  | Heinz von zur Mühlen             | deutsch-baltischer Historiker                                                                                   | 90    |       |
| 2. Juni  | Isabel Aretz                     | argentinische Musikethnologin, Folkloristin und Komponistin                                                     | 96    |       |
| 2. Juni  | Paul Demayo                      | US-amerikanischer IFBB-Bodybuilder                                                                              | 37    |       |
| 2. Juni  | Wilma Dobie                      | US-amerikanische Journalistin und Jazzautorin                                                                   | ≈87   |       |
| 2. Juni  | Albert Dunning                   | niederländischer Musikwissenschaftler                                                                           | 68    |       |
| 2. Juni  | Vittorio Duse                    | italienischer Schauspieler und Filmregisseur                                                                    | 89    |       |
| 2. Juni  | Lucio España                     | kolumbianischer Fußballspieler                                                                                  | 33    |       |
| 2. Juni  | Gunder Gundersen                 | norwegischer Nordischer Kombinierer                                                                             | 74    |       |
| 2. Juni  | Samir Kassir                     | libanesischer Journalist                                                                                        | 45    |       |
| 2. Juni  | Stefan Knafl                     | österreichischer Politiker (ÖVP), Landtagsabgeordneter                                                          | 77    |       |
| 2. Juni  | Erich Leibenguth                 | deutscher Fußballspieler                                                                                        | 88    |       |
| 2. Juni  | Mike Marshall                    | französisch-US-amerikanischer Schauspieler                                                                      | 60    |       |
| 2. Juni  | Melita Norwood                   | britische Sekretärin, Spionin für die Sowjetunion                                                               | 93    |       |
| 2. Juni  | Andrea Pangrazio                 | italienischer Geistlicher, Erzbischof von Görz und Porto-Santa Rufina                                           | 95    |       |
| 2. Juni  | Hy Peskin                        | US-amerikanischer Fotograf                                                                                      | 89    |       |
| 2. Juni  | Pastor Vega                      | kubanischer Regisseur                                                                                           | 65    |       |
| 2. Juni  | Karl-Heinz Völker                | deutscher Maler und Grafiker                                                                                    | 85    |       |
| 3. Juni  | Leon Askin                       | österreichischer Schauspieler, Schauspiellehrer, Regisseur, Drehbuchautor und Produzent                         | 97    |       |
| 3. Juni  | Michael Billington               | britischer Schauspieler                                                                                         | 63    |       |
| 3. Juni  | Néstor Errea                     | argentinischer Fußballspieler                                                                                   | 66    |       |
| 3. Juni  | Karl Frey                        | Schweizer Pädagoge und Hochschullehrer                                                                          | 63    |       |
| 3. Juni  | Jon Idigoras                     | spanischer Gründer der baskischen Separatisten-Partei Herri Batasuna                                            | 69    |       |
| 3. Juni  | Constantin Jude                  | rumänischer Handballspieler und -trainer                                                                        | ≈71   |       |
| 3. Juni  | Karl-Heinz Kluge                 | deutscher Fußballtrainer (DDR)                                                                                  | 76    |       |
| 3. Juni  | Hetty Plümacher                  | deutsche Opernsängerin (Mezzosopran und Alt)                                                                    | 85    |       |
| 3. Juni  | Gisela Stein                     | US-amerikanische Germanistin und Literaturwissenschaftlerin                                                     | 81    |       |
| 4. Juni  | Giancarlo De Carlo               | italienischer Architekt                                                                                         | 85    |       |
| 4. Juni  | Laurence Harlé                   | französische Comicautorin                                                                                       | 56    |       |
| 4. Juni  | Chloe Jones                      | US-amerikanische Pornodarstellerin                                                                              | 29    |       |
| 4. Juni  | Ronald F. Marryott               | US-amerikanischer Offizier, Konteradmiral der US-Navy                                                           | 71    |       |
| 4. Juni  | Jürgen Seifert                   | deutscher Politikwissenschaftler und Bürgerrechtler                                                             | 77    |       |
| 4. Juni  | Karl Steinbuch                   | deutscher Kybernetiker, Nachrichtentechniker und Informationstheoretiker                                        | 87    |       |
| 4. Juni  | Yin Shun                         | chinesischer Mönch                                                                                              | 99    |       |
| 5. Juni  | Bele Bachem                      | deutsche Malerin, Grafikerin, Buchillustratorin, Bühnenbildnerin und Schriftstellerin                           | 89    |       |
| 5. Juni  | Vilma Bekendorf                  | deutsche Tänzerin, Schauspielerin und Autorin                                                                   | 94    |       |
| 5. Juni  | Robert Capell, 10. Earl of Essex | britischer Peer und Politiker                                                                                   | 85    |       |
| 5. Juni  | William D. Countryman            | US-amerikanischer Botaniker                                                                                     | 84    |       |
| 5. Juni  | Kurt Graunke                     | deutscher Orchestergründer, Dirigent und Komponist                                                              | 89    |       |
| 5. Juni  | Karl-Heinz Günther               | deutscher Kriminalschriftsteller                                                                                | 81    |       |
| 5. Juni  | Natalja Fjodorowna Meklin        | sowjetische Bomberpilotin                                                                                       | 82    |       |
| 5. Juni  | Sven Moeschlin                   | Schweizer Arzt, Hämatologe, Toxikologe und Autor                                                                | 95    |       |
| 5. Juni  | Susi Nicoletti                   | deutsch-österreichische Kammerschauspielerin                                                                    | 86    |       |
| 5. Juni  | Lothar Warneke                   | deutscher Regisseur und Drehbuchautor                                                                           | 68    |       |
| 6. Juni  | Anne Bancroft                    | US-amerikanische Schauspielerin                                                                                 | 73    |       |
| 6. Juni  | Dana Elcar                       | US-amerikanischer Schauspieler                                                                                  | 77    |       |
| 6. Juni  | Amram Nowak                      | US-amerikanischer Filmproduzent, Filmregisseur und Autor                                                        |       |       |
| 6. Juni  | Siegfried Palm                   | deutscher Cellist                                                                                               | 78    |       |
| 6. Juni  | Walter Schmitt                   | deutscher Mediziner                                                                                             | 93    |       |
| 6. Juni  | Iļja Vestermans                  | lettischer Fußballspieler                                                                                       | 89    |       |
| 7. Juni  | Ulrich Briefs                    | deutscher Politiker (SPD, Grüne, PDS), MdB und Volkswirt                                                        | 66    |       |
| 7. Juni  | Vytautas Aleksandras Cinauskas   | litauischer Politiker, Mitglied des Seimas                                                                      | 75    |       |
| 7. Juni  | Seán Doherty                     | irischer Politiker (Fianna Fáil)                                                                                | 60    |       |
| 7. Juni  | Karl-Otto Habermehl              | deutscher Arzt und Virologe                                                                                     | 78    |       |
| 7. Juni  | Wilmar Ortigari                  | brasilianischer Politiker                                                                                       | 87    |       |
| 8. Juni  | Ed Bishop                        | US-amerikanischer Schauspieler                                                                                  | 72    |       |
| 8. Juni  | Arthur Dunkel                    | Schweizer Ökonom, Generaldirektor des GATT                                                                      | 72    |       |
| 8. Juni  | Kurt F. K. Franke                | deutscher Geschichtsdidaktiker                                                                                  | 76    |       |
| 8. Juni  | Lothar Juckel                    | deutscher Architekt und Herausgeber                                                                             | 75    |       |
| 8. Juni  | Doreen Pollack                   | britisch-US-amerikanische Gehörlosenpädagogin                                                                   | 84    |       |
| 8. Juni  | Lech Pruchno-Wróblewski          | polnischer Politiker, Mitglied des Sejm                                                                         | 66    |       |
| 8. Juni  | Gerhart Rieber                   | deutscher Holzbildhauer                                                                                         | 74    |       |
| 8. Juni  | Erich Schmidt                    | deutscher Kirchenmusiker                                                                                        | 94    |       |
| 9. Juni  | Richard Eberhart                 | US-amerikanischer Schriftsteller                                                                                | 101   |       |
| 9. Juni  | Mildred Christina Akosiwor Fugar | First Lady von Ghana                                                                                            | 66    |       |
| 09. Juni | Erik Jørgensen                   | dänischer Leichtathlet                                                                                          | 85    |       |
| 9. Juni  | Trude Marlen                     | österreichische Schauspielerin                                                                                  | 92    |       |
| 9. Juni  | Georg-Wilhelm Mietz              | deutscher Politiker (CDU), MdL                                                                                  | 73    |       |
| 9. Juni  | Julia Palmer-Stoll               | deutsche Schauspielerin                                                                                         | 21    |       |
| 9. Juni  | Heinrich Stirnimann              | Schweizer Dominikaner, Theologe und Ökumeniker                                                                  | 84    |       |
| 9. Juni  | Walther Tripps                   | deutscher Leichtathlet                                                                                          | 95    |       |
| 10. Juni | José Mario Escobar Serna         | kolumbianischer römisch-katholischer Geistlicher                                                                | 77    |       |
| 10. Juni | J. James Exon                    | US-amerikanischer Politiker                                                                                     | 83    |       |
| 10. Juni | Michael Fischl                   | deutscher Kommunalpolitiker                                                                                     | 81    |       |
| 10. Juni | Rudolf Heltzel                   | deutscher Maler und Bildhauer                                                                                   | 98    |       |
| 10. Juni | Tobias Krause                    | deutsch-österreichischer Fernsehproduzent                                                                       | 40    |       |
| 10. Juni | Yumiko Kurahashi                 | japanische Schriftstellerin                                                                                     | 69    |       |
| 10. Juni | Shinji Nagashima                 | japanischer Manga-Zeichner                                                                                      | 67    |       |
| 10. Juni | Joseph-Marie Raya                | libanesischer Erzbischof                                                                                        | 88    |       |
| 10. Juni | Zdenko Uzorinac                  | jugoslawischer Tischtennisspieler und -journalist                                                               | 75    |       |
| 11. Juni | Anne-Marie Alonzo                | kanadische Autorin                                                                                              | 53    |       |
| 11. Juni | Marija Andrejewa                 | sowjetische bzw. russische Hydrologin und Hochschullehrerin                                                     | 80    |       |
| 11. Juni | José Beyaert                     | französischer Radsportler                                                                                       | 79    |       |
| 11. Juni | Therese Bichsel-Spörri           | Schweizer Schauspielerin                                                                                        |       |       |
| 11. Juni | Audrey Brown                     | britische Leichtathletin                                                                                        | 92    |       |
| 11. Juni | Robert Decker                    | US-amerikanischer Vulkanologe und Geophysiker                                                                   | 78    |       |
| 11. Juni | Gena Dimitrowa                   | bulgarische Opernsängerin                                                                                       | 64    |       |
| 11. Juni | Vasco Gonçalves                  | portugiesischer General und Politiker                                                                           | 84    |       |
| 11. Juni | Adolf Lippold                    | deutscher Althistoriker                                                                                         | 78    |       |
| 11. Juni | Johann Mayer                     | österreichischer Politiker (ÖVP), Mitglied des Bundesrates                                                      | 83    |       |
| 11. Juni | Lon McCallister                  | US-amerikanischer Schauspieler und Makler                                                                       | 82    |       |
| 11. Juni | Michael Raith                    | Schweizer Politiker, Historiker und Theologe                                                                    | 61    |       |
| 11. Juni | Ron Randell                      | australischer Schauspieler                                                                                      | 86    |       |
| 11. Juni | Franz Rieger                     | österreichischer Schriftsteller                                                                                 | 82    |       |
| 11. Juni | Juan José Saer                   | argentinischer Schriftsteller                                                                                   | 67    |       |
| 12. Juni | Emmanuelle Arsan                 | französische Schriftstellerin thailändischer Herkunft                                                           | 73    |       |
| 12. Juni | Rul Bückle                       | deutscher Unternehmer und Pilot                                                                                 | 79    |       |
| 12. Juni | Modjadji VI.                     | südafrikanische Regenkönigin des Balobedu-Stammes                                                               |       |       |
| 12. Juni | Gottfried Schmid                 | deutscher Verwaltungsjurist                                                                                     | 82    |       |
| 13. Juni | Jonathan Adams                   | britischer Schauspieler                                                                                         | 74    |       |
| 13. Juni | Eugénio de Andrade               | portugiesischer Lyriker                                                                                         | 82    |       |
| 13. Juni | Álvaro Cunhal                    | portugiesischer Politiker                                                                                       | 91    |       |
| 13. Juni | Josef Delz                       | Schweizer Klassischer Philologe                                                                                 | 83    |       |
| 13. Juni | David Diamond                    | US-amerikanischer Komponist                                                                                     | 89    |       |
| 13. Juni | Marianne Kühn                    | deutsche Politikerin (SPD)                                                                                      | 90    |       |
| 13. Juni | Bruno Landi                      | italienischer Radrennfahrer                                                                                     | 76    |       |
| 13. Juni | Herbert Maschke                  | deutscher Fotograf                                                                                              | 90    |       |
| 13. Juni | Jesús Moncada                    | spanischer Schriftsteller                                                                                       | 63    |       |
| 13. Juni | Lane Smith                       | US-amerikanischer Schauspieler                                                                                  | 69    |       |
| 13. Juni | Leonie Wild                      | deutsche Unternehmerin                                                                                          | 97    |       |
| 14. Juni | Heinz Bechert                    | deutscher Indologe und Buddhologe                                                                               | 72    |       |
| 14. Juni | Johannes Beeskow                 | deutscher Karosseriebauer                                                                                       | 94    |       |
| 14. Juni | Wsewolod Sergejewitsch Burzew    | sowjetischer Computeringenieur                                                                                  | 78    |       |
| 14. Juni | Hubert Claessen                  | deutscher DFB-Funktionär, Fußball-Bundesliga-Mitbegründer und Jurist                                            | 91    |       |
| 14. Juni | N. J. Crisp                      | britischer Autor                                                                                                | 81    |       |
| 14. Juni | Carlo Maria Giulini              | italienischer Dirigent                                                                                          | 91    |       |
| 14. Juni | Norman Levine                    | kanadischer Schriftsteller                                                                                      | 81    |       |
| 14. Juni | John Gwynne Evans                | englischer Archäologe                                                                                           | 63    |       |
| 14. Juni | Mimi Parent                      | kanadische Künstlerin des Surrealismus                                                                          | 80    |       |
| 14. Juni | Leoš Suchařípa                   | tschechischer Schauspieler, Übersetzer und Theatertheoretiker                                                   | 73    |       |
| 15. Juni | Theodoros Boulgarides            | griechischer Einzelhändler, Opfer des Nationalsozialistischen Untergrunds                                       | 41    |       |
| 15. Juni | Suzanne Flon                     | französische Theater- und Filmschauspielerin                                                                    | 87    |       |
| 15. Juni | Alessio Galletti                 | italienischer Radrennfahrer                                                                                     | 37    |       |
| 15. Juni | Josef Jíra                       | tschechischer Maler, Grafiker und Illustrator                                                                   | 75    |       |
| 15. Juni | Norman Lausch                    | deutscher Gleitschirmpilot                                                                                      | 29    |       |
| 15. Juni | Karl Leinbach                    | deutscher Politiker (SPD), MdL                                                                                  | 85    |       |
| 15. Juni | Albert Mohr                      | deutscher Skilangläufer                                                                                         | 75    |       |
| 15. Juni | Valeria Moriconi                 | italienische Schauspielerin                                                                                     | 73    |       |
| 15. Juni | Hans Roser                       | deutscher Theologe und Politiker (CSU), MdB                                                                     | 74    |       |
| 15. Juni | Dan Tsalka                       | israelischer Schriftsteller, Romancier und Kritiker                                                             | 69    |       |
| 15. Juni | Per Henrik Wallin                | schwedischer Jazz-Pianist und Komponist                                                                         | 58    |       |
| 16. Juni | Mário Corino de Andrade          | portugiesischer Neurologe                                                                                       | 99    |       |
| 16. Juni | Eberhard Daerr                   | deutscher Mediziner, Inspekteur des Sanitätsdienstes der Bundeswehr                                             | 92    |       |
| 16. Juni | Eva Jakoubková                   | tschechische Filmschauspielerin                                                                                 | 53    |       |
| 16. Juni | Ross Stretton                    | australischer Ballett-Tänzer und Choreograf                                                                     | 53    |       |
| 17. Juni | Billy Bauer                      | US-amerikanischer Jazzgitarrist                                                                                 | 89    |       |
| 17. Juni | Maricica Cornici                 | rumänische Nonne                                                                                                |       |       |
| 17. Juni | Nanna Ditzel                     | dänische Designerin                                                                                             | 81    |       |
| 17. Juni | Alfred Eß                        | österreichischer Politiker (VdU, FPÖ), Landtagsabgeordneter von Vorarlberg                                      | 83    |       |
| 17. Juni | Fritz Fuhrich                    | österreichischer Theaterwissenschaftler                                                                         | 67    |       |
| 17. Juni | Tetjana Jablonska                | ukrainische Kunstmalerin                                                                                        | 87    |       |
| 17. Juni | Susanna Javicoli                 | italienische Schauspielerin                                                                                     | 50    |       |
| 17. Juni | Charles Lavigne                  | französischer Brücken-Architekt                                                                                 | 61    |       |
| 17. Juni | Henryk Majewski                  | polnischer Jazzmusiker                                                                                          | 69    |       |
| 17. Juni | Heinz Mohnen                     | deutscher Jurist und Oberstadtdirektor von Köln                                                                 | 91    |       |
| 17. Juni | Karl Mueller                     | US-amerikanischer Rockmusiker                                                                                   | 41    |       |
| 17. Juni | Charlie Saikley                  | US-amerikanischer Volleyballspieler, Mitbegründer des Beachvolleyballs                                          | 69    |       |
| 17. Juni | Volkmar Trommsdorff              | deutscher Mineraloge                                                                                            | 68    |       |
| 17. Juni | Gustav Zumsteg                   | Schweizer Kunstsammler                                                                                          | 89    |       |
| 18. Juni | Hans Jürgen Bestmann             | deutscher Chemiker und Hochschullehrer                                                                          | 79    |       |
| 18. Juni | Sandy Duncan                     | britischer Sprinter, Weitspringer und Sportfunktionär                                                           | 93    |       |
| 18. Juni | Chris Griffin                    | US-amerikanischer Jazzmusiker                                                                                   | 89    |       |
| 18. Juni | Tatsuo Matsumura                 | japanischer Schauspieler                                                                                        | 90    |       |
| 18. Juni | J. J. Pickle                     | US-amerikanischer Politiker                                                                                     | 91    |       |
| 19. Juni | Alexei Iwanowitsch Kisseljow     | sowjetischer Boxer                                                                                              | 67    |       |
| 19. Juni | Paul Affolter                    | Schweizer Zollbeamter                                                                                           | 88    |       |
| 19. Juni | Adalbert Schmitt                 | deutscher Unternehmer und Gastronom                                                                             | 73    |       |
| 20. Juni | Larry Collins                    | US-amerikanischer Schriftsteller                                                                                | 75    |       |
| 20. Juni | Beatriz de la Fuente             | mexikanische Kunsthistorikerin und -kritikerin                                                                  | 76    |       |
| 20. Juni | Charles David Keeling            | US-amerikanischer Klimaforscher                                                                                 | 77    |       |
| 20. Juni | Jack Kilby                       | US-amerikanischer Ingenieur, gilt als Erfinder der integrierten Schaltung                                       | 81    |       |
| 20. Juni | Ernst Sucharipa                  | österreichischer Diplomat                                                                                       | 57    |       |
| 21. Juni | George Hawi                      | libanesischer Politiker                                                                                         | 66    |       |
| 21. Juni | Günter Kubisch                   | deutscher Fußballspieler                                                                                        | 66    |       |
| 21. Juni | Karl Rohe                        | deutscher Politikwissenschaftler                                                                                | 70    |       |
| 21. Juni | Wolfgang O. Sack                 | deutsch-US-amerikanischer Veterinäranatom                                                                       | 82    |       |
| 21. Juni | Jaime Lachica Sin                | philippinischer Kardinal und Erzbischof von Manila                                                              | 76    |       |
| 21. Juni | Guillermo Suárez Mason           | argentinischer General                                                                                          | 81    |       |
| 21. Juni | Paul Westmoreland                | US-amerikanischer Country-Musiker, Songschreiber und Radiomoderator                                             | 88    |       |
| 22. Juni | Manolis Anagnostakis             | griechischer Dichter des Existenzialismus                                                                       | 80    |       |
| 22. Juni | Hans-Joachim Bautsch             | deutscher Mineraloge                                                                                            | 75    |       |
| 22. Juni | Herman Berkien                   | niederländischer Entertainer und Sänger                                                                         | 63    |       |
| 22. Juni | Karl-Heinz Gehmlich              | deutscher Fußballspieler                                                                                        | 84    |       |
| 22. Juni | Ilse Hempel Lipschutz            | US-amerikanische Romanistin deutscher Herkunft                                                                  | 81    |       |
| 22. Juni | Carson Parks                     | US-amerikanischer Sänger und Texter                                                                             | 69    |       |
| 22. Juni | Christian-Friedrich Peter        | deutscher Bäckermeister, Handwerksfunktionär und Politiker (CDU)                                                | 82    |       |
| 22. Juni | Igor Alexejewitsch Polowodin     | russischer Schachspieler und -trainer                                                                           | 50    |       |
| 22. Juni | Max Rouquette                    | französischer Schriftsteller okzitanischer Sprache                                                              | 96    |       |
| 22. Juni | Siegfried Scholtyssek            | deutscher Agrarwissenschaftler und Geflügelzüchter                                                              | 81    |       |
| 22. Juni | Edward Tashji                    | armenisch-assyrischer Buchautor                                                                                 |       |       |
| 23. Juni | Pietro Balestra                  | Schweizer Wirtschaftswissenschaftler                                                                            | 70    |       |
| 23. Juni | Jean-Baptiste Gourion            | algerischer Ordensgeistlicher, Abt, römisch-katholischer Weihbischof im Lateinischen Patriarchat von Jerusalem  | 70    |       |
| 23. Juni | Christian Roy Kaldager           | norwegischer Generalmajor                                                                                       | 97    |       |
| 23. Juni | Hanna Kvanmo                     | norwegische sozialistische Politikerin, Mitglied des Storting                                                   | 79    |       |
| 23. Juni | Bernhard Peters                  | deutscher Politologe und Professor am Institut für Interkulturelle und Internationale Studien                   | 55    |       |
| 23. Juni | Nahum Sarna                      | britisch-israelisch-US-amerikanischer Bibelexegetiker, Autor und Hochschullehrer                                | 82    |       |
| 23. Juni | Albert Schwarz                   | deutscher Landrat                                                                                               | 78    |       |
| 24. Juni | Peter Heilbut                    | deutscher Musikpädagoge, Komponist und Pianist                                                                  | 85    |       |
| 24. Juni | Rudolf Jusits                    | österreichischer Bühnen- und Fernseh-Schauspieler und Bühnen- und Fernseh-Regisseur                             | 56    |       |
| 24. Juni | Hans Kann                        | österreichischer Pianist und Komponist                                                                          | 78    |       |
| 24. Juni | Günter Lumer                     | deutsch-US-amerikanischer Mathematiker                                                                          | 76    |       |
| 24. Juni | Terry Morel                      | US-amerikanische Jazzsängerin                                                                                   | 80    |       |
| 24. Juni | Harry Ott                        | deutscher Diplomat, Botschafter der DDR, DDR-Vertreter bei den Vereinten Nationen                               | 71    |       |
| 24. Juni | Kurt Werner                      | deutscher Unternehmer                                                                                           | 79    |       |
| 24. Juni | Paul Winchell                    | US-amerikanischer Komiker, Schauspieler, Bauchredner und Erfinder                                               | 82    |       |
| 25. Juni | Shana Alexander                  | US-amerikanische Journalistin und Buchautorin                                                                   | 79    |       |
| 25. Juni | Hugo Cunha                       | portugiesischer Fußballspieler                                                                                  | 28    |       |
| 25. Juni | Peter Deeg                       | deutscher Jurist und Autor                                                                                      | 97    |       |
| 25. Juni | John Fiedler                     | US-amerikanischer Schauspieler                                                                                  | 80    |       |
| 25. Juni | Mike Gordon                      | US-amerikanischer Politiker                                                                                     | 47    |       |
| 25. Juni | Salim Halali                     | algerischer Sänger und Multiinstrumentalist                                                                     | 85    |       |
| 25. Juni | Chester Leo Helms                | US-amerikanischer Konzertveranstalter und Manager                                                               | 62    |       |
| 25. Juni | Erwin Huxhold                    | deutscher Architekt, Hochschullehrer und Autor                                                                  | 90    |       |
| 25. Juni | Robert K. Killian                | US-amerikanischer Politiker                                                                                     | 85    |       |
| 25. Juni | Jiří Kodet                       | tschechischer Schauspieler                                                                                      | 67    |       |
| 25. Juni | Kâzım Koyuncu                    | türkischer Sänger der Volksgruppe der Lasen                                                                     | 33    |       |
| 25. Juni | Lenz Kriss-Rettenbeck            | deutscher Volkskundler und Museumsdirektor                                                                      | 82    |       |
| 25. Juni | Rolf Opitz                       | deutscher Unternehmer                                                                                           | 62    |       |
| 25. Juni | Marianne Sandig                  | deutsche Gewerkschafterin (FDGB)                                                                                | 63    |       |
| 26. Juni | Filip Adwent                     | polnischer Politiker, MdEP                                                                                      | 49    |       |
| 26. Juni | Mansuet Dela Biyase              | südafrikanischer Bischof von Eshowe                                                                             | 71    |       |
| 26. Juni | Roland Ducke                     | deutscher Fußballspieler und -trainer                                                                           | 70    |       |
| 26. Juni | Luigi Generali                   | Schweizer Politiker (FDP)                                                                                       | 85    |       |
| 26. Juni | Franz Maurer                     | deutscher Missionar und Entwicklungshelfer                                                                      | 76    |       |
| 26. Juni | Berndt Niethammer                | deutscher Manager und Unternehmer                                                                               | 73    |       |
| 26. Juni | Manuel Samaniego Barriga         | mexikanischer Geistlicher, Bischof von Ciudad Altamirano                                                        | 74    |       |
| 26. Juni | Grete Sultan                     | deutsch-US-amerikanische Pianistin und Klavierpädagogin                                                         | 99    |       |
| 27. Juni | Shelby Foote                     | US-amerikanischer Romancier und Historiker                                                                      | 88    |       |
| 27. Juni | Domino Harvey                    | britische Kopfgeldjägerin                                                                                       | 35    |       |
| 27. Juni | Jiří Ropek                       | tschechischer Organist, Komponist und Musikpädagoge                                                             | 82    |       |
| 27. Juni | George Lilanga                   | afrikanischer Künstler                                                                                          |       |       |
| 27. Juni | John T. Walton                   | US-amerikanischer Unternehmer                                                                                   | 58    |       |
| 28. Juni | Thomas D. Clark                  | US-amerikanischer Historiker                                                                                    | 101   |       |
| 28. Juni | Arthur Maimane                   | südafrikanischer Journalist und Schriftsteller                                                                  | 72    |       |
| 28. Juni | Bruce Malmuth                    | US-amerikanischer Regisseur und Schauspieler                                                                    | 71    |       |
| 28. Juni | Michael P. Murphy                | US-amerikanischer Militär, Lieutenant der US Navy, SEAL                                                         | 29    |       |
| 28. Juni | Willem Pauwels                   | belgischer Künstler                                                                                             |       |       |
| 29. Juni | Ruslan Abdulgani                 | indoseischer Diplomat und Politiker                                                                             | 90    |       |
| 29. Juni | James G. Baker                   | US-amerikanischer Astronom und Optiker                                                                          | 90    |       |
| 29. Juni | Gerard Bond                      | US-amerikanischer Geologe                                                                                       | 65    |       |
| 29. Juni | Tony D’Amario                    | französischer Schauspieler                                                                                      | 44    |       |
| 29. Juni | Mikkel Flagstad                  | norwegischer Jazzsaxophonist und -klarinettist                                                                  | 75    |       |
| 29. Juni | Emídio Guerreiro                 | portugiesischer Freiheitskämpfer                                                                                | 105   |       |
| 29. Juni | Heinrich Segur                   | österreichischer Ordensgeistlicher, Leiter des deutschen Dienst von Radio Vatikan und des Wiener Exerzitienr... | 76    |       |
| 30. Juni | Anatolij Basylewytsch            | ukrainischer Zeichner und Illustrator                                                                           | 79    |       |
| 30. Juni | Clancy Eccles                    | jamaikanischer Reggae-Musiker und Produzent                                                                     | 64    |       |
| 30. Juni | Christopher Fry                  | britischer Schriftsteller und Dramatiker                                                                        | 97    |       |
| 30. Juni | Horst Güthling                   | deutscher Politiker                                                                                             | 83    |       |
| 30. Juni | Xaver Kugler                     | deutscher Journalist (DDR)                                                                                      | 82    |       |
| 30. Juni | Herman van Laer                  | niederländischer Sportfunktionär                                                                                | 85    |       |
| 30. Juni | John Lagrand                     | niederländischer Musiker                                                                                        | 56    |       |
| 30. Juni | Paul Meyer                       | deutscher Wirtschaftswissenschaftler, Professor für Betriebswirtschaftslehre, Marketing                         | 80    |       |
| 30. Juni | Éva Novák                        | ungarische Schwimmerin                                                                                          | 75    |       |
| 30. Juni | Alexei Sultanow                  | usbekischer Pianist                                                                                             | 35    |       |
| 30. Juni | Wolf Wirth                       | deutscher Kameramann                                                                                            | 76    |       |
| Juni     | Anabuki Satoru                   | japanischer Jagdflieger im Zweiten Weltkrieg                                                                    | 83    |       |